# Fetakgomo
Fetakgomo – gmina w Republice Południowej Afryki, w prowincji Limpopo, w dystrykcie Sekhukhune. Siedzibą administracyjną gminy jest Apel.